# Englebert Ier de Nassau-Dillenbourg
Englebert Ier de Nassau-Dillenbourg, né en 1370 et mort le 3 mai 1442 à Bréda.
Il fut comte de Nassau-Dillenbourg et comte de Vianden de 1420 à 1442.

## Famille
Fils de Jean Ier de Nassau-Dillenbourg et de Marguerite de La Marck.
En 1405, Englebert Ier de Nassau-Dillenbourg épousa Jeanne de Polanen (nl) (1392-1445).
Six enfants sont nés de cette union :
- Jean IV de Nassau-Dillenbourg, comte de Nassau-Dillenbourg ;

- Henri III de Nassau-Dillenbourg (nl) (1414-1451), comte de Nassau-Dillenbourg et comte de Katzenelbogen de 1442 à 1451, il épousa en 1435 Geneviève von Virneburg (†1437), (fille de Robert IV Virneburg), (postérité), veuf, il épousa en 1442 Irmengarde von Schleiden (†1451), (fille du comte Jean II von Schleiden) ;

- Marguerite de Nassau-Dillenbourg (1415-1467), en 1435 elle épousa le comte Thierry von Sayn (†1452) ;

- Guillaume de Nassau-Dillenbourg (1416-†?) ;

- Marie de Nassau-Dillenbourg (nl) (1418-1472), en 1437 elle épousa le comte Jean de Nassau (1419-1480) ;

- Philippe de Nassau-Dillenbourg (1420-1429).

## Biographie
En 1417, Englebert Ier de Nassau-Dillenbourg hérita de sa grand-mère paternelle, Adélaïde de Vianden, le comté de Vianden. 
Englebert Ier de Nassau-Dillenbourg appartint à la seconde branche de la Maison de Nassau, elle-même issue de la première branche. Cette lignée de Nassau-Dillenbourg appartient à la tige Ottonienne qui donna plus tard des Stathouders à la Flandre puis à la Hollande, plus tard des rois aux Pays-Bas, à l'Angleterre et à l'Écosse en la personne de Guillaume III d'Orange-Nassau.
Englebert Ier de Nassau-Dillenbourg est l'ancêtre de la reine Béatrix des Pays-Bas.

## Sources
- www.genroy.fr.